# Channiganathota, Sagar
Channiganathota là một làng thuộc tehsil Sagar, huyện Shimoga, bang Karnataka, Ấn Độ.